# پروزیگک
پروزیگک (به آلمانی: Prosigk) یک منطقهٔ مسکونی در آلمان است که در زودلیشس آنهالت واقع شده‌است. پروزیگک ۷۵۲ نفر جمعیت دارد.